# Uelzen
Uelzen (le nom officiel de la ville est ville hanséatique d'Uelzen, en allemand Hansestadt Uelzen) est une ville d'Allemagne. Elle est située au sud de Hambourg, en Basse-Saxe. La ville est arrosée par l'Ilmenau et le canal latéral à l'Elbe, où se trouve la principale écluse de cette liaison fluviale.

## Histoire
| Appartenances historiques Duché de Brunswick-Lunebourg 1250-1269 Principauté de Lunebourg 1269-1705 Électorat de Brunswick-Lunebourg 1705-1807 Royaume de Westphalie 1807-1813 Royaume de Hanovre 1814-1866 Royaume de Prusse (province de Hanovre) 1866-1918 Empire allemand 1871-1918 République de Weimar 1918-1933 Reich allemand 1933-1945 Allemagne occupée 1945-1949 Allemagne 1949-présent |

- 1250 – 1406 : Fondation et développement de la ville
- XIVe – XVIe siècles : Époque de la Hanse
- XVIe siècle : Âge de la réforme
- XVIIe siècle : Guerre - Feu urbain - Reconstruction
- XVIIIe siècle : La ville modifie son visage
- XIXe siècle : Développement de l'administration - Journalisme - Voies de communication - Commerces
  - 13 avril 1945 : la ville attaquée par le 8e corps de la IIe Armée britannique est défendue par la Panzerdivision Clausewitz.
- XXe siècle : Rénovation urbaine et développement économico-culturel

## Culture, loisirs et curiosités
- Parmi les attractions touristiques, se trouve la gare ferroviaire, la Bahnhof Uelzen, inaugurée en 2000. Œuvre de l'architecte autrichien Friedensreich Hundertwasser, elle allie esthétique et fonction écologique.
- Autres œuvres de Friedensreich Hundertwasser
- L'ancienne mairie, illuminée
- Nige Hus
- La muraille de fortification
- L'église Sainte-Marie, illuminée
- Les cinq prophètes
- Les chapelles
- Le Chemin des pierres (Weg der Steine), circuit urbain de 21 rochers peints réalisés par l'artiste germano-suédoise Dagmar Glemme
- Le cinéma
- Les théâtres : Theater an der Ilmenau et Theater an der Rosenmauer
- La piscine
- Pendant la deuxième semaine d'octobre se tient la « fête d'automne » avec son élection du « Roi du Vin ».

## Personnalités liées à la commune
- Lotte Mühe (1910-1981), nageuse, y est née.

## Jumelages
- 21 communes au nord et à l'est de Rouen (France) :
  - 7 sur les plateaux Nord (dont Bois-Guillaume, Bihorel et Darnétal) par Europe Échanges depuis 1973
  - 14 dans le Canton de Boos (dont Belbeuf et Le Mesnil-Esnard ) par Europe Inter Échanges depuis 1982,
- Barnstaple (Royaume-Uni)
- Guibaré (Burkina Faso)
- Tikare (Burkina Faso)
- Kobryn (Biélorussie)